# Hereford (Texas)
Hereford é uma cidade localizada no estado norte-americano do Texas, no Condado de Deaf Smith.

## Demografia
Segundo o censo norte-americano de 2000, a sua população era de 14.597 habitantes.
Em 2006, foi estimada uma população de 14.531, um decréscimo de 66 (-0.5%).

## Geografia
De acordo com o United States Census Bureau tem uma área de
14,5 km², dos quais 14,5 km² cobertos por terra e 0,0 km² cobertos por água.

## Localidades na vizinhança
O diagrama seguinte representa as localidades num raio de 48 km ao redor de Hereford.